# Gare d'Ås
Ne doit pas être confondu avec Gare d'As (Belgique).
La gare d'Ås est une gare ferroviaire norvégienne de la ligne d'Østfold, située sur le territoire de la commune de Ås.
Mise en service en 1879, c'est une gare de la Norges Statsbaner (NSB). Elle est l'œuvre de l'architecte norvégien Peter Andreas Blix. Elle est distante de 31,15 km d'Oslo. 

## Situation ferroviaire
La gare de Ås est située sur la ligne d'Østfold, entre les gares de Ski et de Vestby.

## Service des voyageurs

### Accueil
C'est une gare ferroviaire sans personnel, mais disposant de deux automates, d'un abri, pour les voyageurs, sur chacun des deux quais et d'une salle d'attente ouverte du lundi au vendredi de 05h à 11h.

### Desserte
Ås est desservie par des trains locaux en direction de Skøyen et de Moss.
Skøyen-Nationaltheatret-Oslo-Holmlia-Ski-Ås-Vestby-Sonsveien-Kambo-Moss.

### Intermodalités
Un parking, de 264 places, pour les véhicules et un parc à vélo y sont aménagés. Un arrêt de bus et une station de taxi sont situés à proximité de la gare.